# 李自成墓 (通山县)
李自成墓又称闯王陵，是位于湖北省通山县九宫山牛迹岭小月山的一处清代墓葬。1956年后，被认为是明末农民军领袖、大顺政权建立者李自成的墓葬。

## 简介
1956年，在相关文章发表和郭沫若改变李自成墓在通城县的观点后。时属高湖公社的墓地由此被认为是李自成的墓葬，进行修筑，并建有李自成生平展览馆。1975年后对其进行修缮，1979年竣工。
对于此处墓葬是否为李自成墓，中国学者观点对立。与李自成相关的文物有两个，一是被认为是李自成遗物的马镫，二是写有“大顺皇帝李鸿基之墓”九字的石碑。

## 文物保护情况
1952年通山县人民政府将此处墓葬作为文物保护。1956年11月15日，以“李自成墓”的名义被湖北省人民委员会列为第一批湖北省文物保护单位；1988年1月13日，以“李自成墓”的名义被中华人民共和国国务院列为第三批全国重点文物保护单位。
其作为文物的保护范围为：以“闯王陵”为中心，西沿小水沟上，至石垒高坑上，至高压线杆止。东沿现在朱大树老屋侧，屋后往西延伸到小拢田埂，再直上桃、茶林至长坪底。陵后上至老长坪（围墙基脚从老长坪直线通过）。东向地上石棚转直线至高压线杆。陵前以文管所后檐向西走至梨树坑上（停车场包括在内），共计面积111.065亩。
其作为文物的建设控制地带为：围墙外50米处。

## 图集

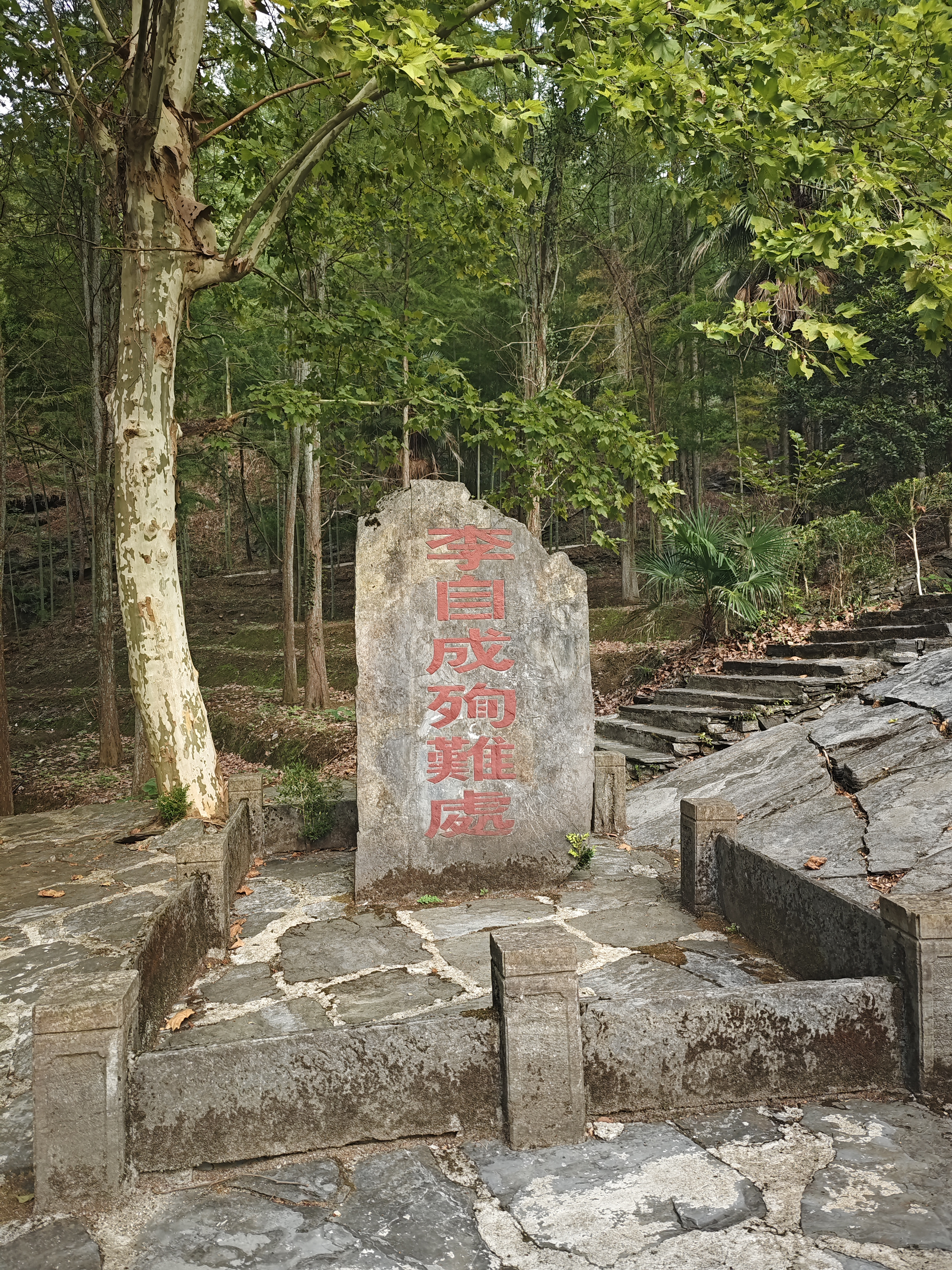
李自成殉难处
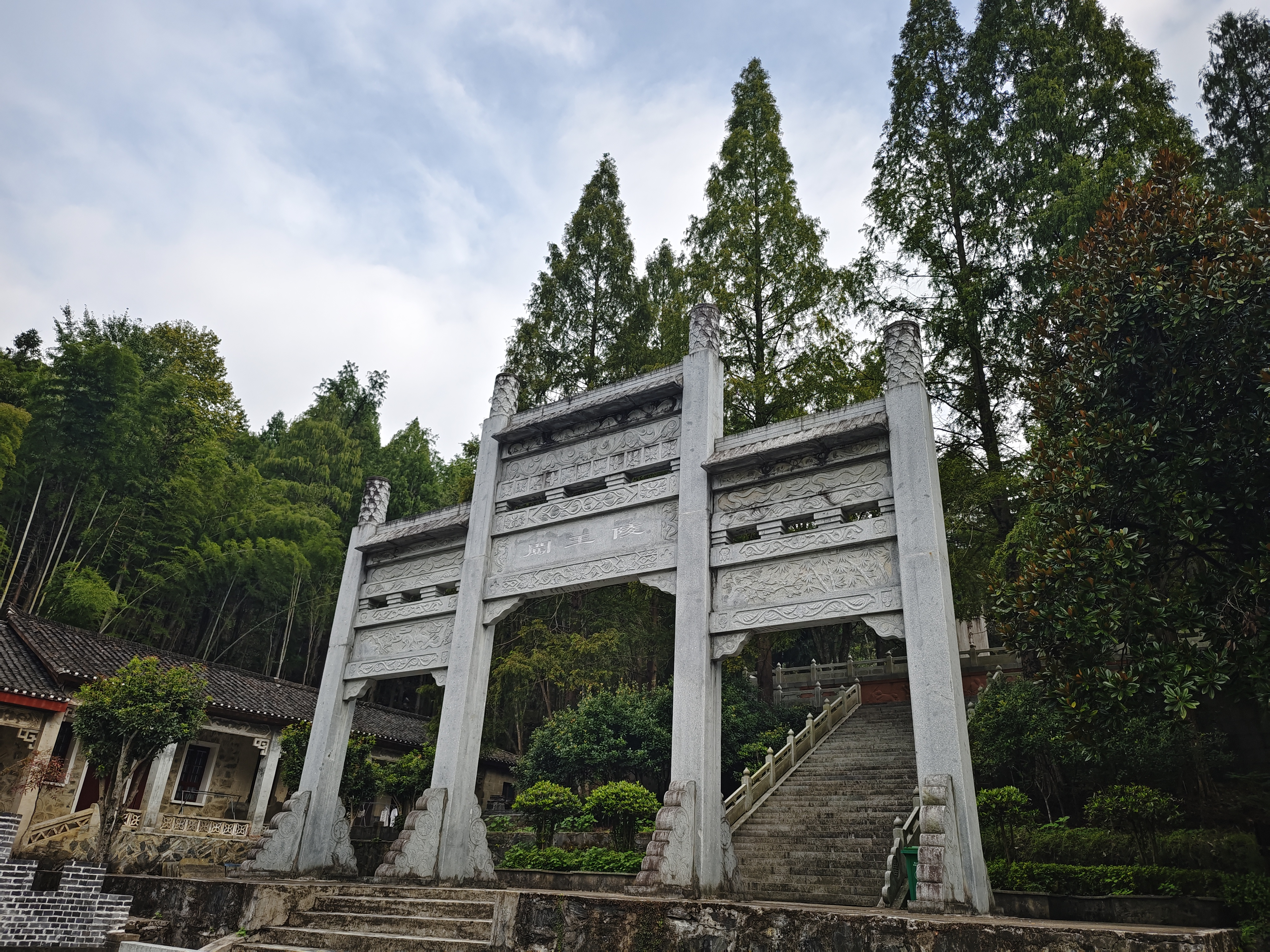
李自成墓石牌坊
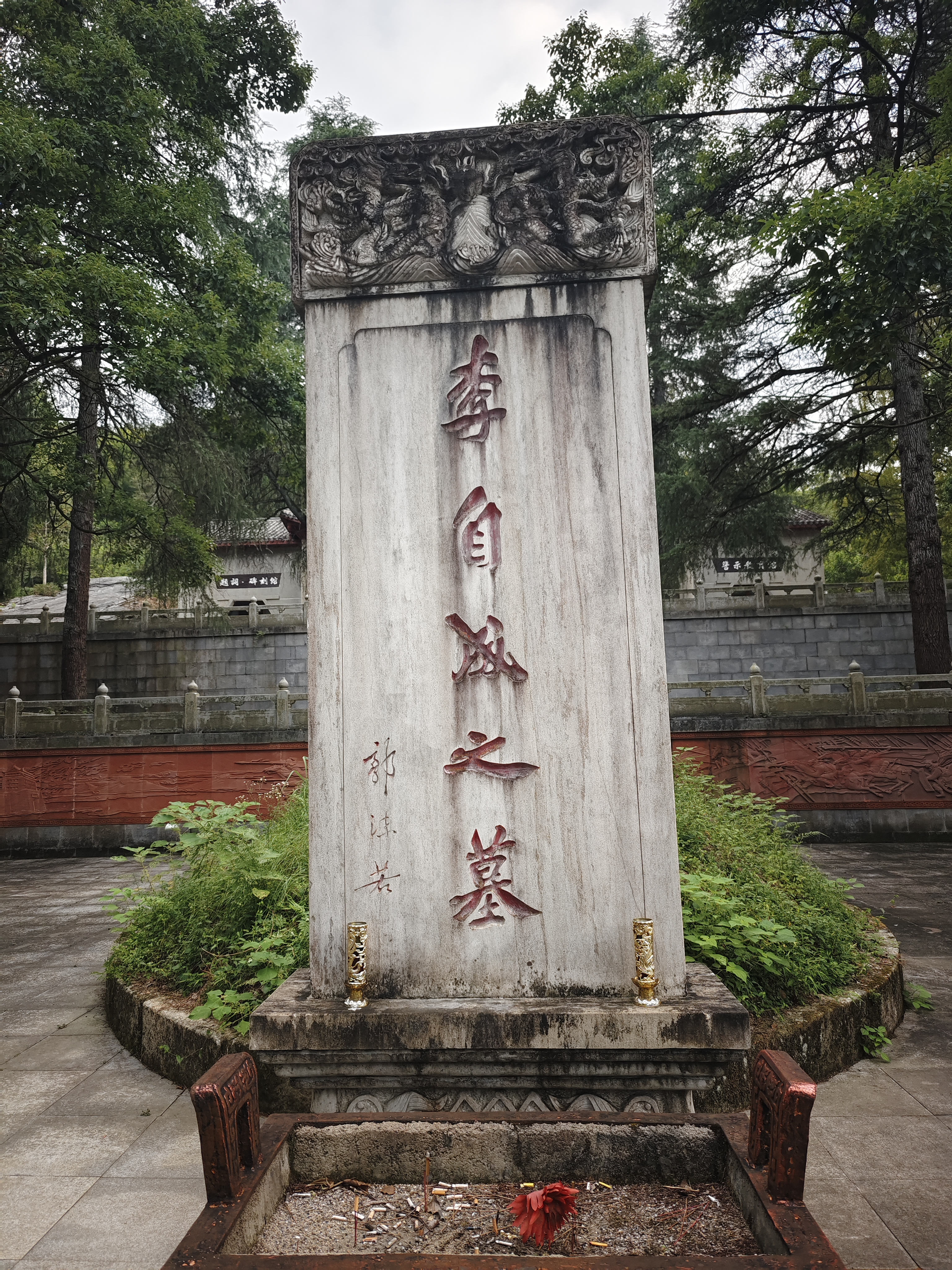
李自成之墓

## 相关
- 大顺
- 李自成

## 备注
1. ↑  九宫山西麓牛迹岭的小月山[1]也称黄株包[2]。1980年代时，李自成墓在行政上属高湖公社[3]。今属闯王镇高湖村[1]。